# Pandinops platycheles
Espèce
Synonymes
- Pandinus platycheles Werner, 1916

Pandinops platycheles est une espèce de scorpions de la famille des Scorpionidae.

## Distribution
Cette espèce est endémique de la région Harar en Éthiopie. Elle se rencontre vers Harar.

## Description
Le mâle holotype mesure 63 mm.
Les mâles mesurent de 67,20 à 70,30 mm.

## Systématique et taxinomie
Cette espèce a été décrite sous le protonyme Pandinus platycheles par Werner en 1916. Elle est placée dans le genre Pandinoides par Rossi en 2015, dans le genre Pandinus par Prendini en 2016, dans le genre Pandinurus par Kovařík, Lowe, Soleglad et Plíšková en 2017 puis dans le genre Pandinops par Rossi en 2017 confirmé par Kovařík, Lowe et Elmi en 2017.

## Publication originale
- Werner, 1916 : « Über einige Skorpione und Gliederspinnen des Naturhistorischen Museums in Wiesbaden. » Jahrbücher des Nassauischen Verein für Naturkunde, vol. 69, p. 79-97 (texte intégral).